# Aeroporto de Damazin
Aeroporto de Damazin (IATA: RSS, ICAO: HSDZ) é um aeroporto localizado na cidade de Damazin, no Sudão. Situado a 468 quilômetros da capital do país Cartum.